# Кумур, Патрик
Патрик Кумур (пол. Patryk Kumór; известен также как — Spectre; род. 28 августа 1982 года, Бендзин, Польша) — польский певец, пианист, композитор, музыкальный продюсер, вокалист, а также автор текстов.

## Биография
Патрик Кумур с детства увлекался музыкой. С шести лет начал учиться играть на пианино и виолончели. Когда-то был сильно вдохновлён классической музыкой. Патрик любит и исполняет песни во множестве музыкальных жанров: метал, блэк-метал, рок, музыка к кинофильмам, поп.
С 2003 года начал принимать участие сразу в двух музыкальных коллективах: «Division by Zero» (по 2006 год) и «Darzamat» (по 2008 год). В этих группах Патрик играл на музыкальных инструментах и сочинял музыку.
С 2010 года Патрик Кумур решил заняться сольной карьерой, сотрудничал с продюсером Адамом Каминьским. В кратчайшие сроки его песни распространились по многим радиоволнам Польши, и сам Патрик получил огромную популярность. Сочинил музыку для многочисленных рекламных роликов и документальных фильмов.
В 2013 году Патрик участвовал в развлекательной музыкальной программе «Must Be the Music. Tylko muzyka» на канале «Polsat», где дошёл до полуфинала. Продолжает выпускать новые музыкальные произведения. Осенью того же года выходит первый сольный альбом Патрика. В 2014 году по официальным данным этот альбом занял 29 место в чартах Польши.
10 марта 2015 года Патрик Кумур выпускает второй студийный альбом, который занимает 40 место в чартах страны.

## Дискография
| Год  | Название альбома                          |
| ---- | ----------------------------------------- |
| 2004 | Code of Soul (Division by Zero)           |
| 2004 | SemiDevilish (Darzamat)                   |
| 2005 | Out Of Body Experience (Division by Zero) |
| 2005 | Transkarpatia (Darzamat)                  |
| 2007 | Live Profanity (Darzamat)                 |
| 2009 | Solfernus’ Path (Darzamat)                |
| 2014 | 13                                        |
| 2015 | 2/2                                       |
| 2015 | Pierwszy dzień w piekle (AK-47)           |
| 2016 | 11                                        |